# Patric Nilsson
Patric Nilsson, född 26 februari 1964, är en svensk före detta friidrottare (hinderlöpare). Han tävlade för KA 2 IF.